# Klaus Beckfeld
Klaus Beckfeld (* 6. Oktober 1943 in Bottrop) ist ein ehemaliger deutscher Fußballspieler. Er bestritt vier Bundesligaspiele für Borussia Dortmund.

## Karriere
Klaus Beckfeld spielte mit 12 Jahren beim VfB Bottrop. Bereits mit 14 Jahren wurde er in die Schülernationalmannschaft berufen und spielte 1958 in Chesterfield gegen England (Ergebnis 2:2). Weil es ein gutes Spiel der Deutschen war, wurden sie 1959 eingeladen, im Wembley-Stadion vor 100.000 Zuschauern gegen die Schülernationalmannschaft von England zu spielen. Klaus Beckfeld wurde von Trainer Dettmar Cramer zum Kapitän der Mannschaft ernannt. Das Spiel ging unglücklich mit 0:2 verloren. Die Mannschaft hatte aber fünf Wochen später die Chance, die Scharte im Stadion von Rot-Weiss Essen zu revidieren. Die Revanche gelang den deutschen Schülern. Sie gewannen das Spiel gegen England mit 4:0.
Als A-Junior debütierte Klaus Beckfeld am 31. März 1962 beim Länderspiel in Northampton gegen England in der Jugendnationalmannschaft des DFB. Sepp Maier stand im Tor, gemeinsam mit Rolf Kahn und Wolfgang Weber bildete er die deutsche Läuferreihe und im Angriff agierten Reinhard Libuda, Wolfgang Overath und Horst Wild bei der 0:1-Niederlage. Im April nahm er mit der DFB-Jugend am UEFA-Juniorenturnier in Rumänien teil. In der Saison 1962/63 gehörte er der Meistermannschaft der Schwarz-Weißen vom Jahnstadion des VfB Bottrop in der 2. Liga West an. Durch die neue Klasseneinteilung zwecks der Einführung der Fußball-Bundesliga ab der Runde 1963/64 stiegen Beckfeld und seine Mannschaftskameraden nicht in die aufgelöste Fußball-Oberliga West auf, sondern wurden in die neue Fußball-Regionalliga West eingereiht.
Am Rundenstart, den 4. August 1963, erzielte Beckfeld den 1:0-Siegtreffer beim Auswärtserfolg bei Schwarz-Weiß Essen. Am Rundenende stieg Bottrop aus der 20er-Liga als 17. in das Amateurlager ab. Beckfeld hatte an der Seite von Torhüter Fred-Werner Bockholt 37 Ligaspiele absolviert und neun Tore erzielt. Danach schlossen sich zwei Jahre bei Fortuna Düsseldorf in der Regionalliga West an, wo er aber lediglich in vier Punktspielen zum Einsatz kam. Als er ab der Saison 1966/67 in der Regionalliga Süd für den VfR Mannheim spielte, gehörte er aber wieder unbestritten zur Stammformation der blau-weiß-roten Rasensportler aus der Quadratestadt. Der VfR belegte unter Trainer Oswald Pfau und mit Torjäger Franz Schäffner die Plätze fünf (1967) und sechs (1968) und Beckfeld hatte dazu in 59 Ligaspielen sieben Tore beigesteuert. Zur Saison 1968/69 wechselte er in die Bundesliga zu Borussia Dortmund, wo sein vormaliger Trainer Pfau als neuer Trainer unterschrieben hatte. Beckfeld debütierte am zweiten Spieltag, den 24. August 1968, beim Auswärtsspiel bei Hannover 96 in der Bundesliga. Er spielte rechter Läufer und wurde in der 63. Minute für Dieter Kurrat ausgewechselt. Für den BVB bestritt er vier Bundesligaspiele, jedoch keines von Beginn an. Beckfeld schoss für die Dortmunder kein Tor, steuerte jedoch beim 4:3-Sieg gegen die Offenbacher Kickers am 17. Spieltag eine Torvorlage bei. Sein letztes Bundesligaspiel bestritt er am 18. Januar 1969 gegen Hannover 96. Beim BVB waren drei Trainer nötig – Pfau bis zum 16. Dezember 1968; Helmut Schneider vom 17. Dezember bis 17. März 1969 und Hermann Lindemann ab dem 21. März 1969 – um den rettenden 16. Platz zu erreichen.
Zur nächsten Saison wechselte Beckfeld zurück in die Regionalliga Süd zum amtierenden Regionalliga-Meister Karlsruher SC. Mit dem KSC wurde er unter Trainer Kurt Baluses und an der Seite von Mitspielern wie Rudi Wimmer, Jürgen Weidlandt, Horst Wild, Eugen Ehmann und Gerd Becker in der Liga sowohl 1970 als auch 1971 Vizemeister und nahm an den Aufstiegsspielen zur Bundesliga teil. Durch eine schwere Verletzung, die drei OP's erforderlich machten, war seine Profikarriere beendet. Ab Sommer 1971 ging er als Spielertrainer ins Neckartal. Dort schnürte er die Fußballstiefel für den SV Neckargerach. Mit dem SV stieg er von der A-Klasse kontinuierlich auf. Ihm gelang 1974/75 der Aufstieg mit dem SV in die 1. Amateurliga Nordbaden und am 30. Juni 1976 gewann Neckargerach mit dem Routinier Beckfeld in Sinsheim gegen den VfR Mannheim auch den Nordbadischen Pokal.
Danach trainierte er ebenfalls sehr erfolgreich den VfB Eberbach, bevor er dann dem Fußball den Rücken kehrte.